# إرنست أوغسطس دوق برونزويك

إرنست أوغسطس دوق برونزويك

إرنست أوغسطس الثالث (بالألمانية: Ernst August)‏ (إرنست أوغسطس كريستين جورج، 17 نوفمبر 1887 - 30 يناير 1953) كان حفيد جورج الخامس ملك هانوفر شغل منصب دوق برونزويك بين 2 نوفمبر 1913 - 8 نوفمبر 1918.

## عن حياته
ولد الأمير إرنست أوغسطس في 17 نوفمبر 1887، في فينا في ألمانيا وكان حفيد جورج الخامس ملك هانوفر شغل منصب دوق برونزويك بين 2 نوفمبر 1913 - 8 نوفمبر 1918.

## وفاته
توفي الأمير إرنست أوغسطس في 30 يناير 1953 في هانوفر في ألمانيا عن عمر يناهز 65 سنة.

## معرض صور

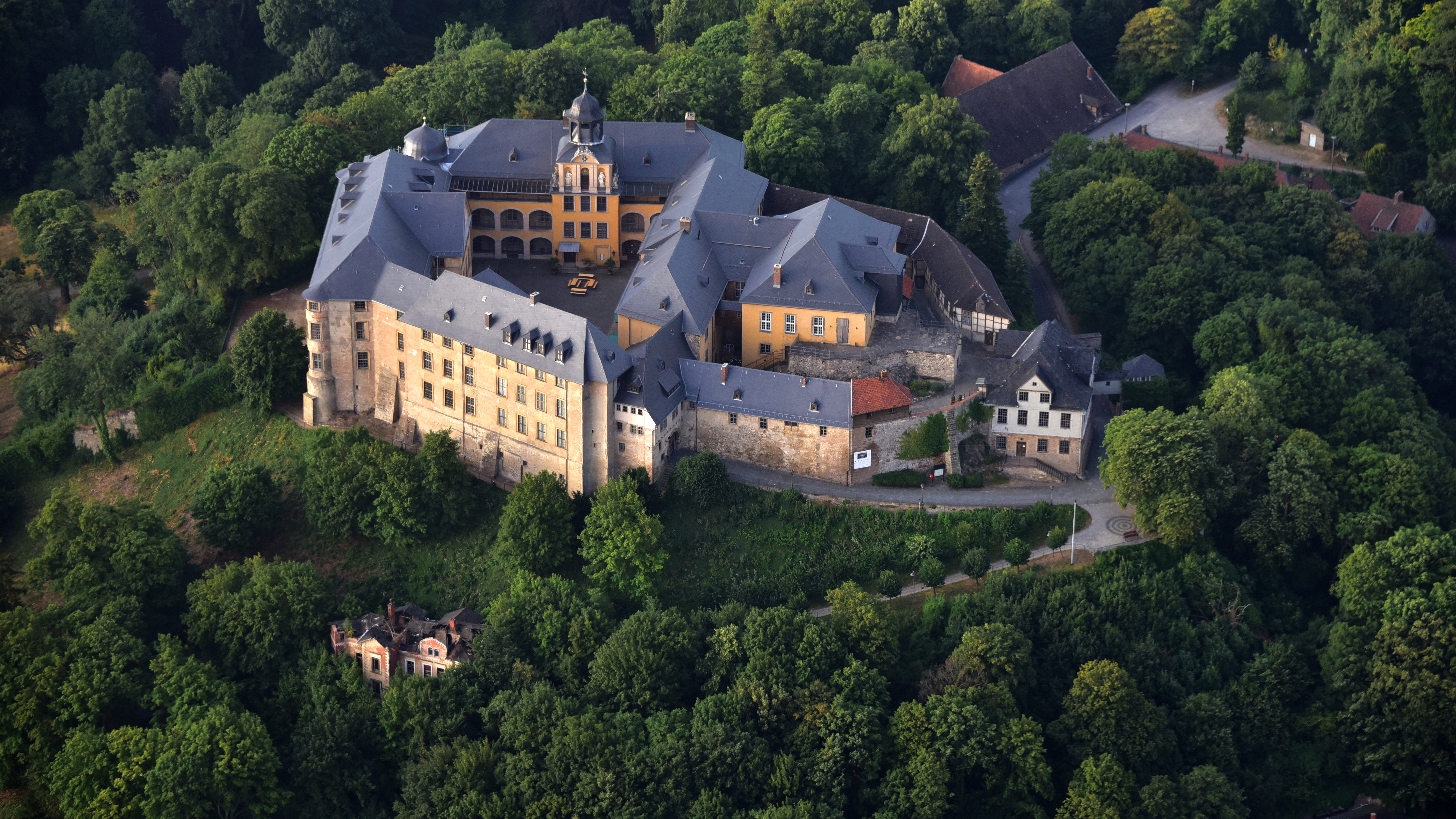
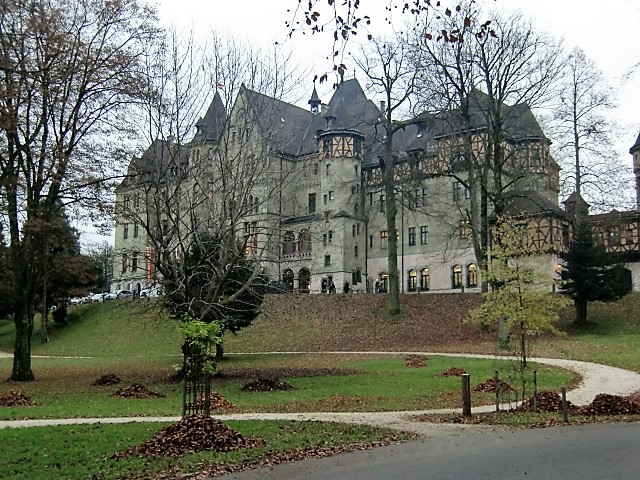
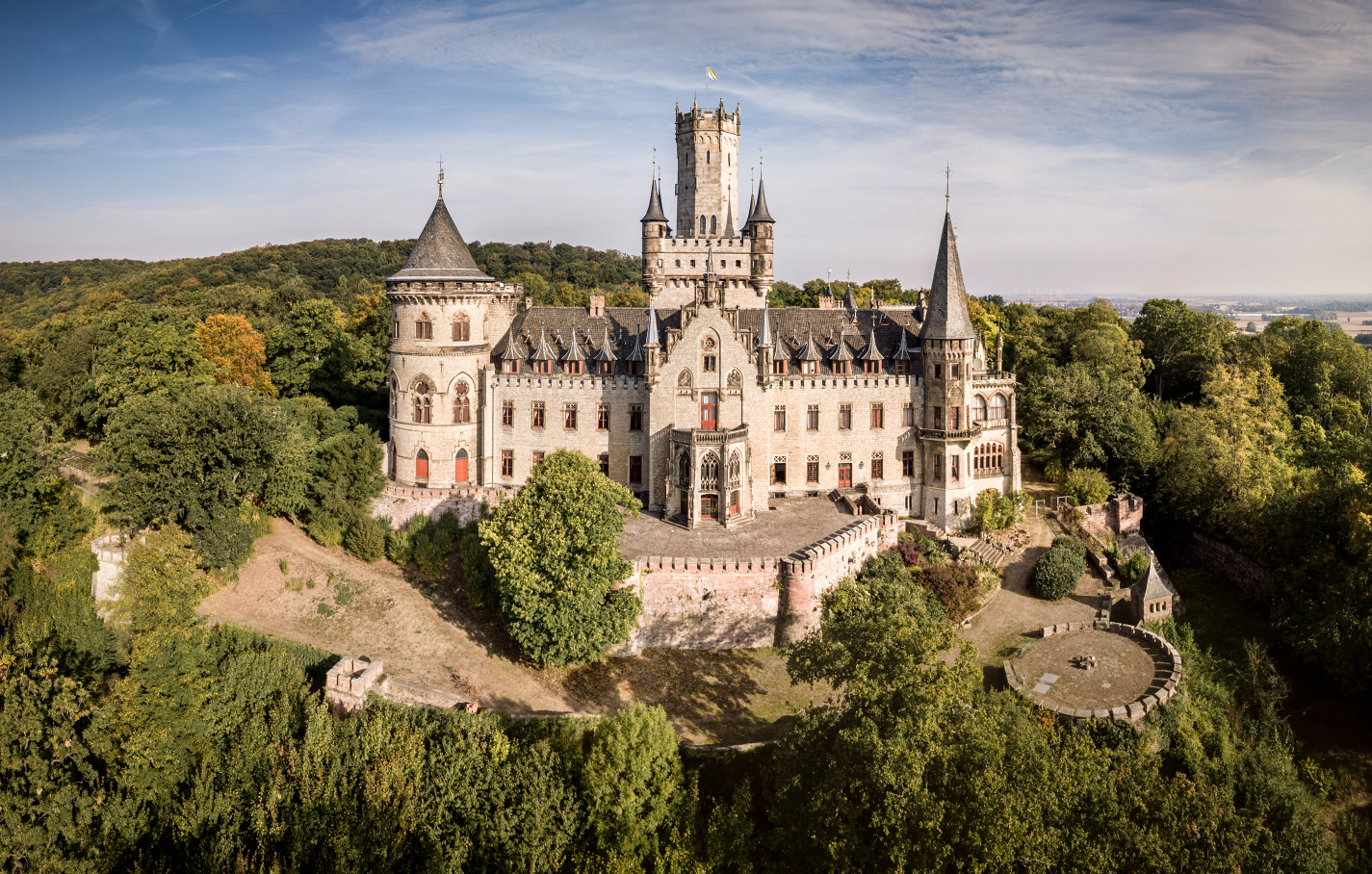

## روابط خارجية
- إرنست أوغسطس دوق برونزويك على موقع مونزينجر (الألمانية)